# Pedro Melinao
Melinao, llamado también Pedro Melinao (1790-1863) fue un cacique araucano de larga trayectoria en la Argentina del siglo XIX. Era el cacique mayor de la zona del Bragado, en el centro de la provincia de Buenos Aires, y participó en la fundación de tres ciudades.

## De Chile a Bahía Blanca
Era hijo del cacique Melipán, chileno, que combatió en la Guerra a Muerte durante la década de 1810, y hermano de Venancio Coñoepán. Participó en la guerra de Independencia chilena en el bando independentista, y combatió en las batallas de Nacimiento y del Bío Bío, a órdenes del oficial Ángel Pacheco. Posteriormente sirvió a órdenes de Manuel Bulnes.
Cuando los hermanos Pincheira huyeron a la Argentina, el gobierno chileno encargó su persecución a varios caciques, entre ellos a Melipán y Melinao. Cruzaron la Cordillera de los Andes y persiguieron a los caudillos realistas durante algunos años, logrando llevarlos hasta Melincué, en la provincia de Santa Fe. En 1822, con novecientos indios de lanza y un escuadrón de coraceros chilenos al mando de Juan de Dios Montero atacaron a los boroganos en Salinas Grandes y Guaminí. Allí ofrecieron sus servicios al coronel Ramón Estomba, a quien acompañaron en la fundación de la Fortaleza Protectora Argentina, actual ciudad de Bahía Blanca, y fueron incorporados por iniciativa del comandante de campaña Juan Manuel de Rosas y por decreto del gobernador Manuel Dorrego como «indios amigos», al servicio de la provincia de Buenos Aires.
Cuando estaban junto a la Bahía Blanca fueron atacados por los Pincheira, que saquearon sus toldos y causaron la muerte de Melipán, en abril de 1827. En respuesta, Coñuepán y Melinao partieron hacia el Mamuil Mapu –la Pampa Central– persiguiendo a los pincheirinos y derrotándolos en mayo de 1828 junto al río Chadileuvú. Todavía a órdenes de su hermano Coñuepán, aunque independizándose gradualmente de él, formó parte de la guarnición indígena de Bahía Blanca. Colaboró en la campaña de Rosas al Desierto. Estos caciques araucanos tenían buena relación y mantenían correspondencia habitual con el cacique tehuelche Chocorí.
Cuando la gente de Coñuepán fue atacada y diezmada por Calfucurá junto a Bahía Blanca en dos ataques en el año 1836, de los cuales resultó una gran cantidad de muertos y con ellos Coñuepán, su hermano Collinao continuó a órdenes del gobierno porteño. Melinao fue tomado prisionero e incorporado a la fuerza con sus lanceros a las fuerzas de Calfucurá, pero casi un año más tarde se liberó y volvió a Bahía Blanca, donde se puso a órdenes del coronel Martiniano Rodríguez, junto a quien participó en dos campañas contra caciques menores sublevados. Cuando, en el año 1841, murió el coronel Rodríguez, la gente de Melinao fue puesta bajo las órdenes de Juan Aguilera, quien los trasladó a Tandil y luego a Azul.

## En Bragado
En el año 1845 volvieron a ser trasladados, esta vez a Bragado, donde participaron en la erección del fuerte y en la creación del pueblo. Sólo un año más tarde fue autorizado a trasladar a su familia desde Azul a Bragado, donde Melinao se estableció definitivamente. Debió participar en una campaña contra los ranqueles y, en octubre de 1851, repeler un ataque de indígenas desconocidos, presumiblemente también ranqueles. Fueron movilizados para la batalla de Caseros, pero no es seguro que hayan alcanzado a combatir en la misma. Sí, en cambio, formó parte de las fuerzas del Sitio de Buenos Aires por parte de Hilario Lagos.
En febrero de 1854 murió en Bragado el cacique Collinao, de modo que Melinao accedió a la jefatura plena de los «indios amigos» araucanos de esa región. En tal carácter participó en la campaña de Sierra Chica al año siguiente, durante la cual todos sus participantes –indios y «cristianos»– fueron vencidos por Calfucurá, que de todos modos no supo aprovechar la oportunidad. Los indígenas de Melinao, que servían a órdenes del coronel Laureano Díaz, fueron abandonados por éste en una intempestiva retirada e incorporados a la fuerza a las tropas de Calfucurá, ocasión que la prensa de Buenos Aires aprovechó para denostar en masa a todos los indígenas, incluyendo a los muy leales indios de Melinao, que pudieron librarse de Calfucurá y volver a instalarse en Bragado.
Participó en la batalla de Cepeda en las filas del Estado de Buenos Aires. Luego pidió el retiro militar y la asignación de algún campo en que vivir con su familia, mientras el mando de los indios amigos pasaría a su hijo Ramón Luis Melinao. Le fue concedida una estancia junto a la laguna Barrancosa, en el actual pueblo de Olascoaga, donde aún vive una comunidad mapuche. A órdenes de su hijo, los lanceros araucanos combatieron en la batalla de Pavón y en la defensa de Bragado contra algunos ataques de tropas de Calfucurá.

## Ramón Luis Melinao y Railef
Pedro Melinao murió tras una corta enfermedad en los toldos de Olascoaga el 27 de junio de 1863. Sus lanceros, algo menos de cien en total, quedaron a órdenes de su hijo Ramón Luis. Sin embargo, dentro de la estructura militar, fueron puestos a órdenes del cacique Railef a pedido del coronel Julio de Vedia; al igual que Pedro Melinao, Railef llevaba ya muchos años sirviendo al ejército de la provincia de Buenos Aires, y por otro lado tenía muchos más lanceros que los alrededor de cincuenta hombres de Melinao. Las tropas de Railef y Melinao fueron utilizadas por Vedia para adelantar la frontera y fundar la ciudad de Nueve de Julio. Y a continuación pretendió llevar todos los indígenas a la nueva fundación.
Tanto Railef como Melinao se quejaron: si querían vivir bien y progresar, no podían ir cambiando de localización cada vez que se le ocurriese al general de turno. Eso lo llevó a un enfrentamiento verbal muy encendido con Vedia, que de todos modos solicitó que se le proporcionase uniformes y armas para todos los soldados indios; poco después, Vedia marchaba hacia la Guerra del Paraguay con la mayoría de sus hombres «blancos», y Ramón Luis Melinao quedó en Bragado, sólo para morir de enfermedad en diciembre de 1866. Fue sucedido por su hijo Pedro Melinao (nieto).

## Pedro Melinao, el último cacique araucano
Nacido en Bragado en 1847, Pedro Melinao era hijo de Ramón Luis Melinao, que participó en las luchas contra los ranqueles en los años 1860, y por consiguiente era nieto de Pedro Melinao, del cacique mayor Railef y pariente lejano de Venancio Coñoepán. Tras la muerte de su padre en 1863, en enero del año siguiente fue ascendido a capitán a los 17 años de edad. Pero no podía ejercer como cacique, sino que trabajaba de secretario y escribiente del jefe de todos los indios de la zona, Railef, con cuyas dos hijas estaba casado. Como gestor de trámites de su jefe y suegro, se entrevistó con el presidente Bartolomé Mitre.
En 1874, a la muerte de Railef, Melinao asumió el mando de lo que quedaba de las tribus de los Collinao, Melinao y Railef. Poco después estalló la revolución de 1874, en la cual los indígenas iban a comprometerse con Mitre, pero finalmente se quedaron en la Barrancosa, el paraje del partido de Bragado donde residían. Tras ser derrotado en la batalla de La Verde, Mitre buscó refugio entre los indios de Melinao. Éste pasó los años siguientes haciendo solicitudes, participando en pleitos legales, y otras actividades como esas. Logró la exención del impuesto llamado "contribución directa", la división y mensura de sus campos, una misión de curas para cristianizar a sus hombres y familias. Mientras tanto, abandonó el servicio militar en la frontera, y no pudo impedir la pérdida del carácter indígena de su gente. Cuando murió, en el año 1916, era únicamente un estanciero con un apellido indígena.